# مرقد الشاه عبد العظيم الحسني
يحتوي مرقد الشاه عبد العظيم الحسني المعروف أيضًا باسم شبدالعظیم، في الري، إيران، على قبر الشاه عبد العظيم الحسني. كان شاه عبد العظيم من سلالة الجيل الخامس من الحسن بن علي وصديقًا لمحمد الجواد. تم دفنه هنا بعد وفاته في القرن التاسع. بالقرب من الضريح، داخل المجمع، تشمل ضريح مرقد طاهر (ابن علي بن الحسين السجاد) مرقد حمزة (شقيق علي الرضا).

## معرض الصور

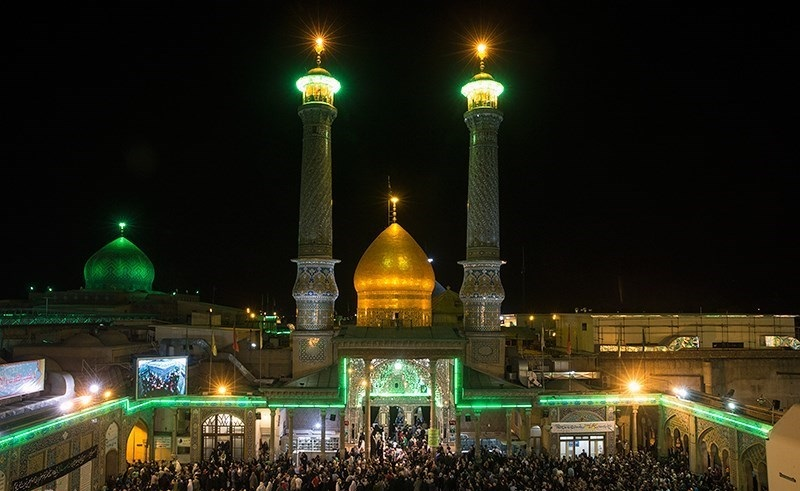
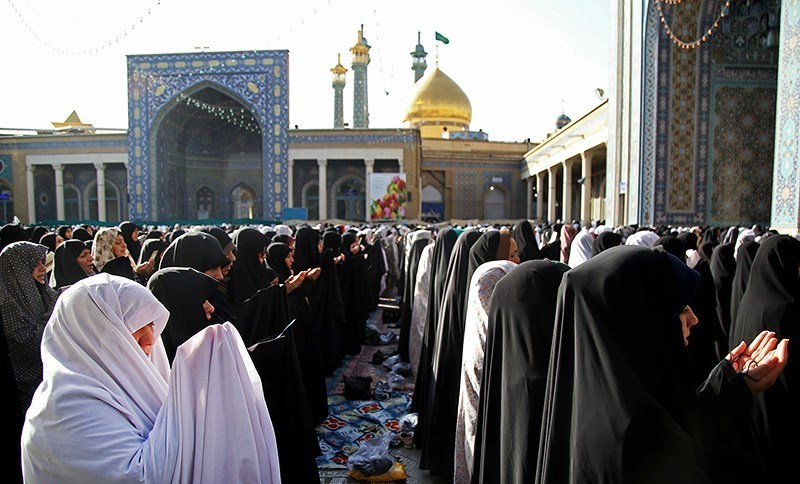
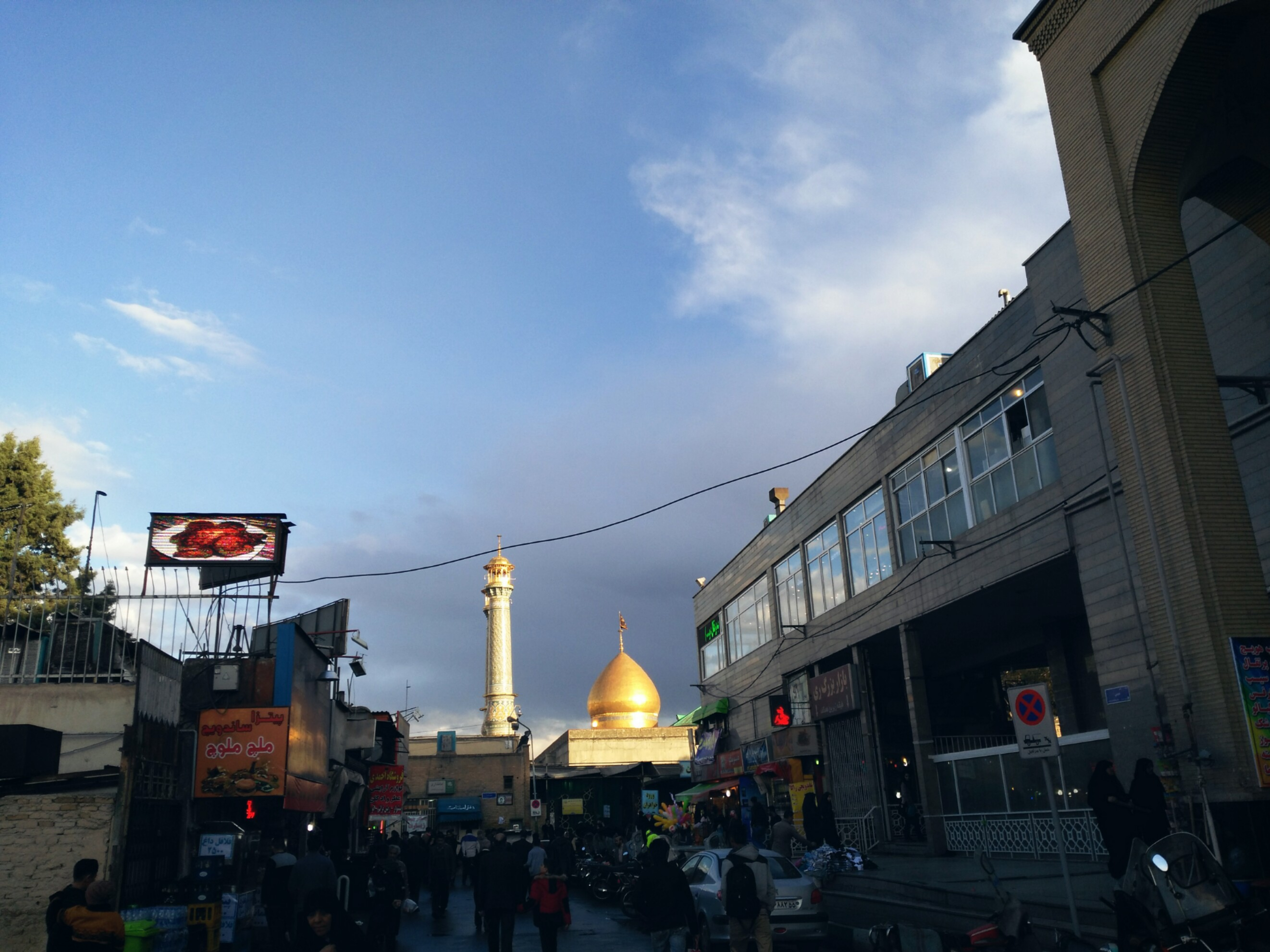
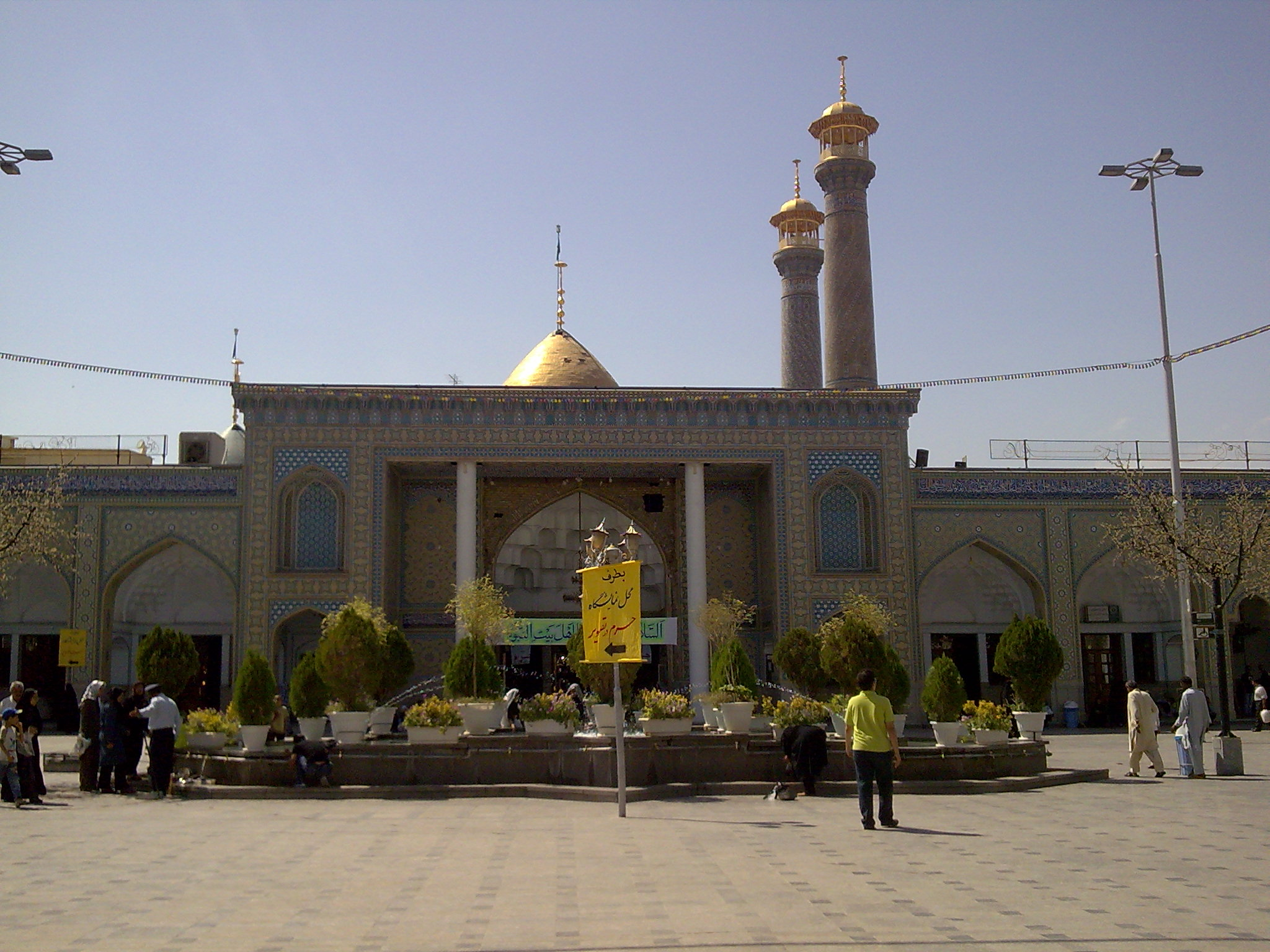
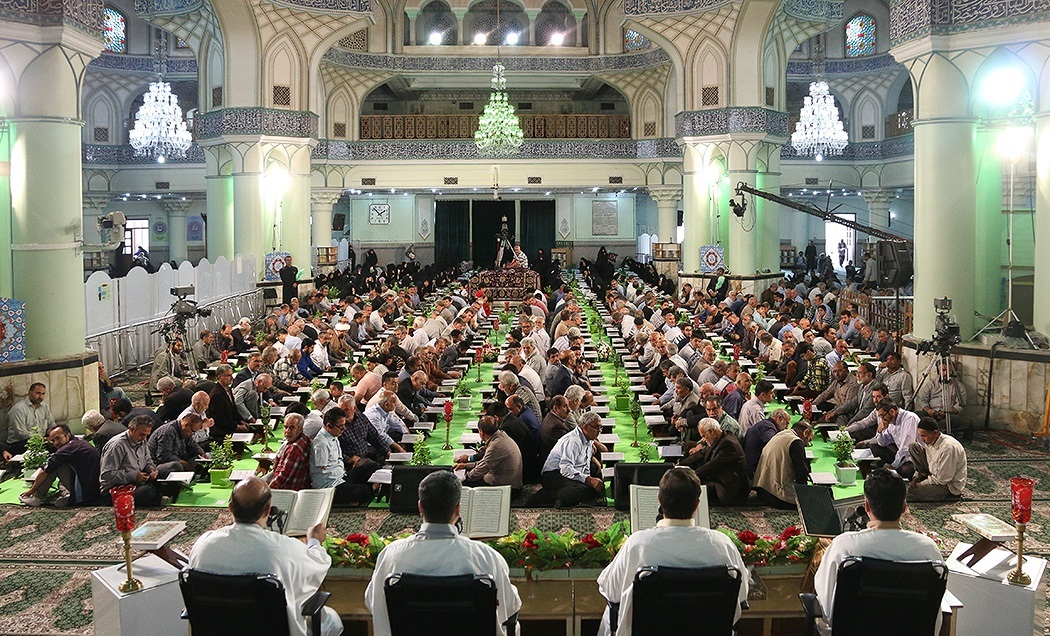
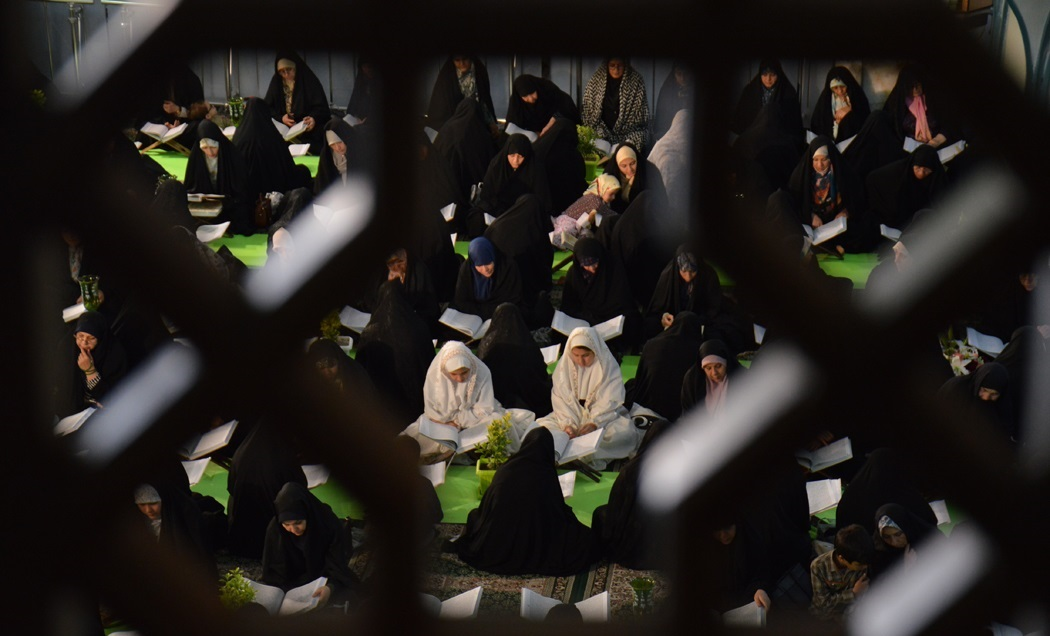
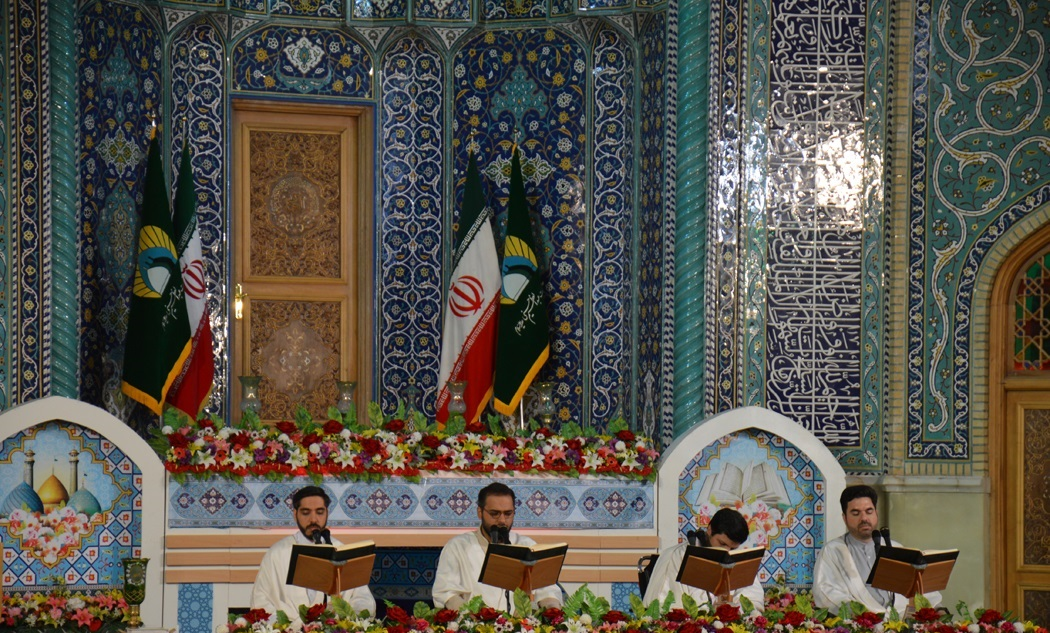
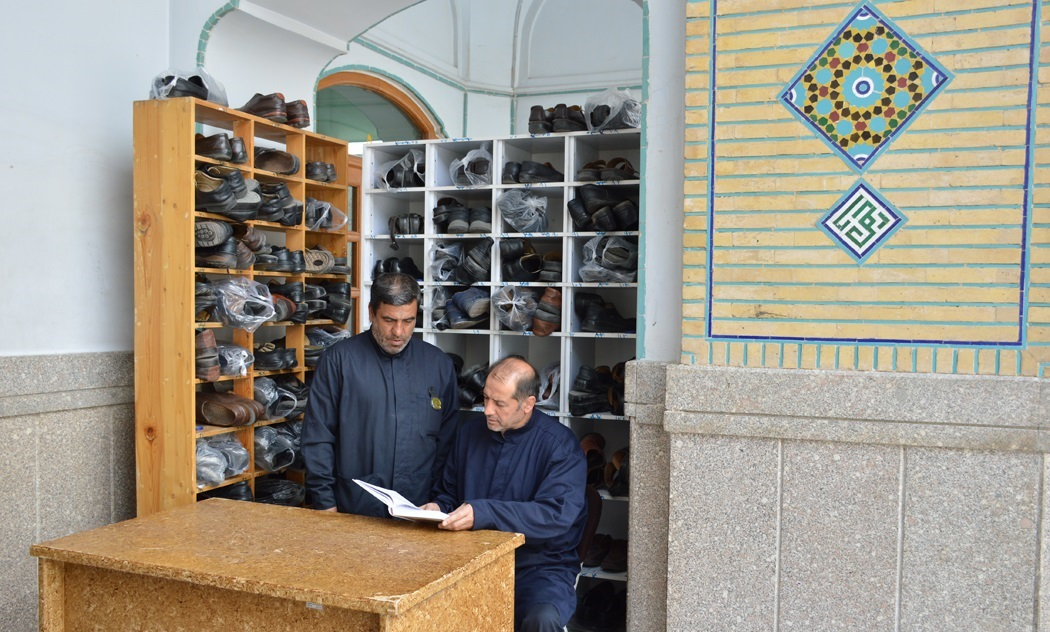

## أعلام
- قعاني
- ناصر الدين القاجاري